# Pallacanestro Varese 2005-2006
Questa voce raccoglie le informazioni riguardanti la Pallacanestro Varese nelle competizioni ufficiali della stagione 2005-2006.

## Stagione
La stagione 2005-2006 della Pallacanestro Varese sponsorizzata Whirlpool, è la 58ª nel massimo campionato italiano di pallacanestro, la Serie A.

## Roster
Aggiornato al 27 dicembre 2021.
| Whirlpool Varese 2005-06 | Whirlpool Varese 2005-06 |
| Giocatori                | Staff tecnico            |
| ------------------------ | ------------------------ |

| N. | Naz.                                       | Ruolo | Nome                  | Anno | Alt.   | Peso   |  |
| -- | ------------------------------------------ | ----- | --------------------- | ---- | ------ | ------ |  |
| 4  | Stati Uniti (bandiera)                     | G     | Marlon Garnett        | 1975 | 188 cm | 84 kg  |  |
| 5  | Argentina (bandiera) · Italia (bandiera)   | PG    | Daniel Farabello      | 1973 | 195 cm | 85 kg  |  |
| 6  | Slovenia (bandiera)                        | AP    | Gregor Hafnar         | 1977 | 196 cm | 86 kg  |  |
| 7  | Stati Uniti (bandiera)                     | C     | Rolando Howell        | 1982 | 206 cm | 106 kg |  |
| 8  | Stati Uniti (bandiera) · Italia (bandiera) | A     | Corey Albano          | 1975 | 203 cm | 88 kg  |  |
| 9  | Italia (bandiera)                          | A     | Alessandro De Pol (C) | 1972 | 204 cm | 107 kg |  |
| 10 | Italia (bandiera)                          | AG    | Marco Allegretti      | 1981 | 204 cm | 104 kg |  |
| 13 | Italia (bandiera)                          | P     | Federico Bolzonella   | 1984 | 183 cm | 75 kg  |  |
| 14 | Stati Uniti (bandiera)                     | P     | DeJuan Collins        | 1976 | 188 cm | 85 kg  |  |
| 15 | Argentina (bandiera) · Italia (bandiera)   | AC    | Gabriel Fernández     | 1976 | 204 cm | 114 kg |  |
| 16 | Italia (bandiera)                          | AG    | Salvatore Genovese    | 1987 | 198 cm | 100 kg |  |
| 17 | Italia (bandiera)                          | AC    | Damiano Verri         | 1985 | 206 cm | 100 kg |  |
| 18 | Italia (bandiera)                          | C     | Riccardo Antonelli    | 1988 | 206 cm | 95 kg  |  |
| 20 | Italia (bandiera)                          | P     | Pier Filippo Rossi    | 1974 | 184 cm | 75 kg  |  |
| -  | Italia (bandiera)                          | P     | Francis Isaac         | 1987 | 200 cm |        |  |

| Allenatore                                                                            |
| - Rubén Magnano                                                                       |
| Assistente/i                                                                          |
| - Daniel Beltramo - Marco Macchi Legenda - (C) Capitano - (IN) Inattivo - Infortunato |

## Mercato

### Sessione estiva
| Acquisti | Acquisti           | Acquisti        | Acquisti   | Acquisti |
| R.a      | Nome               | da              | Modalità   |          |
| -------- | ------------------ | --------------- | ---------- | -------- |
| G        | Marlon Garnett     | Pall. Treviso   | definitivo |          |
| AC       | Gabriel Fernández  | Lleida          | definitivo |          |
| P        | DeJuan Collins     | Aris Salonicco  | definitivo |          |
| C        | Rolando Howell     | Granada         | definitivo |          |
| AP       | Gregor Hafnar      | Mens Sana Siena | definitivo |          |
| P        | Pier Filippo Rossi | B.C. Ferrara    | definitivo |          |
| A        | Corey Albano       | Basket Napoli   | definitivo |          |

| Cessioni | Cessioni        | Cessioni          | Cessioni       | Cessioni |
| R.       | Nome            | a                 | Modalità       |          |
| -------- | --------------- | ----------------- | -------------- | -------- |
| AP       | Alain Digbeu    | Alicante          | fine contratto |          |
| C        | Kimani Ffriend  | Beşiktaş          | fine contratto |          |
| G        | Andrea Meneghin |                   | ritirato       |          |
| AC       | Norman Nolan    | Fuenlabrada       | fine contratto |          |
| PG       | Sani Bečirovič  | Fortitudo Bologna | fine contratto |          |
| AP       | Federico Marín  | Estud. Olavarría  | fine contratto |          |
| C        | Dan Callahan    | Trapani Shark     | fine contratto |          |
| AC       | Cal Bowdler     |                   | ritirato       |          |
| AG       | Andrea Marusic  | Legnano Basket    | prestito       |          |

### Dopo l'inizio della stagione
| Acquisti | Acquisti | Acquisti | Acquisti | Acquisti |
| R.       | Nome     | da       | Data     | Modalità |
| -------- | -------- | -------- | -------- | -------- |

| Cessioni | Cessioni           | Cessioni      | Cessioni        | Cessioni    |
| R.       | Nome               | a             | Data            | Modalità    |
| -------- | ------------------ | ------------- | --------------- | ----------- |
| P        | Pier Filippo Rossi | Trapani Shark | 1 dicembre 2005 | rescissione |